# Torneo de 's-Hertogenbosch 2012
El UNICEF Open 2012 es un torneo de tenis. Pertenece al ATP Tour 2012 en la categoría ATP World Tour 250, y al WTA Tour 2012 en la categoría International. El torneo tendrá lugar en la ciudad de Bolduque, Países Bajos, desde el 17 de junio hasta el 23 de junio de 2012.

## Cabezas de serie

### Masculino
| Preclasificado | Tenista            | Ranking |
| 1              | David Ferrer       | 6       |
| 2              | Viktor Troicki     | 33      |
| 3              | Jürgen Melzer      | 35      |
| 4              | Robin Haase        | 40      |
| 5              | Santiago Giraldo   | 44      |
| 6              | Jarkko Nieminen    | 45      |
| 7              | Alex Bogomolov Jr. | 46      |
| 8              | Łukasz Kubot       | 50      |

- Los cabezas de serie, están basados en el ranking ATP del 11 de junio de 2012.

### Femenino
| Preclasificada | Tenista            | Ranking |
| 1              | Samantha Stosur    | 5       |
| 2              | Sara Errani        | 10      |
| 3              | Dominika Cibulková | 12      |
| 4              | Flavia Pennetta    | 17      |
| 5              | María Kirilenko    | 19      |
| 6              | Roberta Vinci      | 20      |
| 7              | Jelena Janković    | 22      |
| 8              | Nadia Petrova      | 23      |

- Las cabezas de serie, están basadas en el ranking WTA del 11 de junio de 2012.

## Campeones

### Individual masculino
David Ferrer vence a  Philipp Petzschner por 6-4, 6-3.

### Individual femenino
Nadia Petrova vence a  Urszula Radwanska por 6-4, 6-3.

### Dobles masculino
Robert Lindstedt /  Horia Tecau vencen a  Juan Sebastián Cabal /  Dmitry Tursunov por 6-3, 7-6(1).

### Dobles femenino
Sara Errani /  Roberta Vinci vencen a  María Kirilenko /  Nadia Petrova por 6-4, 3-6, 11-9.